# ジェームス・小田
ジェームス・シンペイ・オダ（英語: James Shimpei Oda 、1914年7月14日 - 2009年?）は、日系アメリカ人の人物。
アメリカ合衆国カリフォルニア州生まれ。1921年から1932年まで日本で過ごし、旧制姫路高等学校に進学、中退した。第二次世界大戦中、アメリカ陸軍情報部日本語学校の教官を務め、戦後は連合国軍最高司令官総司令部（GHQ）に勤務した。のち養鶏業に約40年従事した
。
野坂参三は日本政府によってスパイとして養成され、国際共産主義運動の中へ意識的に配置された、との説を唱えている。これに対して日本共産党は、小田は元アメリカ軍情報部員であり、野坂をスパイとして陥れる陰謀を袴田里見とともに進めてきたのだと反論した。
　

## 著作
- 『ある日系米兵の手記 自由と民主主義の旗をかかげて』あゆみ出版社、1973年
- 『古代日本はシルク・ロードの終点』自家出版、1980年
- 『野坂参三に問う スパイ追跡幾星霜 消された人々のために』自家出版、1985年
- 『野坂追求の年譜』自家出版、1989年
- 『野坂参三糾弾の活動報告』自家出版、1989年
- 『スパイ野坂参三追跡 日系アメリカ人の戦後史』彩流社、1995年7月
- Heroic struggles of Japanese Americans: Partisan fighters from America's concentration camps   自家出版、1980年
- The Jewish and alien heritage of ancient Japan : is the lost tribe of Israel the founder of Japan's imperial family  自家出版、1997年
- Secret embedded in magic cables: The story of a 101 year old Japanese Communist leader who served Japan, KGB, and CIA  自家出版、1993年
- The Oda Memoirs As Written By Jimmie (From a Farm in the Stockton Delta, Kakogawa - Himeji, Seattle, Los Angeles, Manzanar, Camp Savage, Tokyo)    自家出版、2006年